# Ayopaya (província)
Ayopaya é uma província da Bolívia localizada no departamento de Cochabamba, sua capital é a cidade de Independencia.